# مسجد شاه رکن الدین
مسجد شاه رکن الدین مربوط به دوره صفوی است و در دزفول، محله شاه رکن الدین واقع شده و این اثر در تاریخ ۹ اردیبهشت ۱۳۸۲ با شمارهٔ ثبت ۸۳۸۶ به‌عنوان یکی از آثار ملی ایران به ثبت رسیده است.